# 安達房治郎
安達 房治郎（あだち ふさじろう、1884年〈明治17年〉8月19日 - 1968年〈昭和43年〉8月10日）は、日本の逓信官僚、朝鮮総督府官僚。実業家。

## 経歴
愛知県名古屋市出身。安達知道の二男。1909年（明治42年）、東京帝国大学法科大学独法科を卒業し、高等文官試験に合格した。逓信属、逓信管理局事務官、逓信書記官、高等海員審判所理事官などを歴任。1920年（大正9年）、国際労働機関事務局職員となる。1923年（大正12年）に帰国後は、帝都復興院物資供給課長を務めた後、朝鮮総督府土地改良部長に転じ、さらに咸鏡北道知事に就いた。
1930年（昭和5年）に退官した後は、台湾電力株式会社副社長、台湾電化株式会社取締役、日本アルミニウム株式会社監査役、朝鮮蛍石株式会社社長、日本鉱業株式会社取締役、帝国石油資源開発株式会社取締役、朝鮮日産化学株式会社社長などを務めた。
戦後、公職追放となった。のち鎌倉市議会副議長を務めた。